# Гомбожавин Занданшатар
Гомбожавин Занданшатар (монг. Гомбожавын Занданшатар; нар. 8 березня 1970, Улан-Батор) — монгольський політик, член Великого державного хуралу Монголії (з 1998 року). Міністр закордонних справ Монголії (2009—2012).

## Життєпис
Він закінчив Російський державний інститут фінансів і був викладачем економіки та фінансів в Монгольському інституті торгівлі та промисловості. Потім він працював у Сільськогосподарському банку, Банку Хана та Центральному банку Монголії та обіймав посаду заступника міністра сільського господарства (2003—2004), до обрання до Державного Великого Хуралу у 2004 році. Він був міністром закордонних справ та торгівлі з 12 листопада 2009 по 17 серпня 2012рр. Він є членом Монгольської народної партії і обіймав посаду її Генерального секретаря.
У 2014—2015 та 2016 роках Занданшатар був відвідувачем наукової роботи Центру демократії, розвитку та верховенства права в Стенфордському університеті в Каліфорнії. Він був вражений концепцією навмисного опитування, розробленою директором центру Джеймсом Фішкіним, і переклав книгу «Коли люди говорять» на монгольську. У 2017 році країна офіційно прийняла дорадче опитування як умову конституційних змін.

## Громадська діяльність
- Член конференції Монгольської народної партії
- Член керівної ради Монгольської народної партії
- Президент Шахової федерації Монголії
- Президент Молодіжного об'єднання соціальної демократії

## Нагороди та відзнаки
- 2004 — Кращий банківський службовець і економіст
- 2005 — Пам'ятна медаль 800-1 річниці Великого монгольської держави
- 2006 — Кращий економіст і фінансист
- 2009 — Орден Полярної Зірки
- 2011 — Орден князя Ярослава Мудрого III ступеня (Україна) (29 червня 2011 року)